# Нуньес, Виктор
Виктор Амаури Нуньес Родригес (исп. Víctor Amaury Núñez Rodríguez; 15 апреля 1980, Санто-Доминго, Доминиканская республика) — коста-риканский и доминиканский футболист, нападающий. Выступал за сборную Коста-Рики.

## Биография
Родился в Доминиканской Республике, в возрасте девяти лет переехал в Коста-Рику. В 2003 году получил гражданство Коста-Рики.

### Клубная карьера
Начал играть на взрослом уровне в 1999 году в клубе «Депортиво Саприсса». Первый официальный матч за клуб сыграл 16 декабря 1999 года против «Мунисипаль Гойкоэчеа». В 2000 году был отдан в аренду в «Лимоненсе», в его составе забил свой первый гол в чемпионате Коста-Рики — 12 октября 2000 года в ворота «Алахуэленсе».
Всего за карьеру выступал за восемь клубов в Коста-Рике, в том числе за все четыре традиционных лидера местного футбола — «Депортиво Саприсса», «Алахуэленсе», «Эредиано» и «Картахинес». Завоевал четыре национальных чемпионских титула с клубом «Эредиано» и один — с командой «Либерия Миа», а в 2004 году в составе «Алахуэленсе» стал победителем Лиги чемпионов КОНКАКАФ.
Несколько раз становился лучшим бомбардиром сезона в Коста-Рике. Свой сотый гол в чемпионате страны забил в августе 2007 года. 17 ноября 2013 года вышел на первое место в списке бомбардиров национального чемпионата за всю историю, обойдя выступавшего в 1960-е годы Эррола Дэниелса (196 голов), а к концу ноября стал первым в истории Коста-Рики футболистом, достигшим отметки 200 голов в чемпионате. По состоянию на 2017 год лидирует в списке бомбардиров с 244 голами.
Помимо Коста-Рики, выступал в 2015 году за гондурасский «Реал Эспанья».

### Карьера в сборной
Дебютировал в составе сборной Коста-Рики 11 февраля 2006 года в матче против Южной Кореи. Первый гол забил 12 сентября 2007 года в ворота сборной Канады.
В 2006 году был в составе сборной в финальном турнире чемпионата мира, но на поле не выходил. Также участвовал в финальных турнирах Центральноамериканского кубка в 2009 и 2011 годах.
Всего в составе сборной Коста-Рики в 2006—2013 годах сыграл 27 матчей и забил 7 голов.

## Достижения
- Победитель Лиги чемпионов КОНКАКАФ: 2004
- Чемпион Коста-Рики: Лето 2009, Лето 2012, Лето 2013, Лето 2016, Лето 2017
- Лучший бомбардир чемпионата Коста-Рики: Зима 2007 (11 голов), Зима 2008 (11 голов), Зима 2009, Лето 2013 (13 голов)
- Лучший бомбардир чемпионата Коста-Рики за всю историю: 244 гола